# VM i curling 1979 (kvinder)
Verdensmesterskabet i curling for kvinder 1979 var det første VM i curling for kvinder. Mesterskabet bliver arrangeret af World Curling Federation og afviklet i arenaen Perth Ice Rink i Perth, Skotland i perioden 17. - 23. marts 1979. 
Mesterskabet blev vundet af Schweiz' hold under ledelse af Gaby Casanova, som i finalen besejrede Sverige med 13−5.
Danmark blev repræsenteret af et hold fra Hvidovre Curling Club med Iben Larsen som skipper, som endte på syvendepladsen efter fire sejre og seks nederlag.

## Hold
Mesterskabet havde deltagelse af 11 hold: Ni fra Europa og to fra Nordamerika:
| Europa   |              | Nordamerika |
| Danmark  | Schweiz      | Canada      |
| England  | Skotland     | USA         |
| Frankrig | Sverige      |             |
| Italien  | Vesttyskland |             |
| Norge    |              |             |

## Resultater
De elleve deltagende hold spillede først et grundspil alle-mod-alle, hvilket gav ti kampe til hvert hold. De fire bedste hold efter grundspillet gik videre til slutspillet om medaljer.

### Grundspil
De elleve hold spillede en enkeltturnering alle-mod-alle, hvilket gav ti kampe til hvert hold. De fire bedste hold i grundspillet gik videre til slutspillet.
| Runde | Kampe                | Kampe | Kampe                | Kampe | Kampe                 | Kampe | Kampe                 | Kampe | Kampe               | Kampe |
| ----- | -------------------- | ----- | -------------------- | ----- | --------------------- | ----- | --------------------- | ----- | ------------------- | ----- |
| 1     | Norge - Vesttyskl.   | 15-17 | England - Skotland   | 13-16 | Frankrig - Canada     | 13-11 | USA - Danmark         | 6-5   | Schweiz - Italien   | 18-10 |
| 2     | USA - Italien        | 10-91 | Frankrig - Sverige   | 18-10 | England - Danmark     | 7-8   | Schweiz - Vesttyskl.  | 9-6   | Skotland - Norge    | 13-81 |
| 3     | Frankrig - Schweiz   | 10-51 | USA - England        | 8-6   | Sverige - Skotland    | 8-5   | Danmark - Norge       | 9-5   | Canada - Vesttyskl. | 12-21 |
| 4     | Sverige - Canada     | 9-3   | Skotland - Danmark   | 11-21 | England - Italien     | 12-11 | USA - Vesttyskl.      | 9-8   | Frankrig - Norge    | 9-4   |
| 5     | England - Vesttyskl. | 16-14 | Canada - Schweiz     | 12-51 | Sverige - Norge       | 7-3   | Frankrig - Danmark    | 7-5   | Skotland - Italien  | 13-21 |
| 6     | Canada - Norge       | 5-7   | USA - Frankrig       | 9-8   | Danmark - Italien     | 7-6   | Skotland - Vesttyskl. | 15-61 | Sverige - Schweiz   | 10-61 |
| 7     | USA - Sverige        | 9-6   | Danmark - Vesttyskl. | 9-7   | Skotland - Schweiz    | 4-7   | Canada - Italien      | 10-61 | Frankrig - England  | 13-11 |
| 8     | Italien - Vesttyskl. | 12-10 | England - Sverige    | 13-10 | USA - Canada          | 01-81 | Schweiz - Norge       | 9-7   | Frankrig - Skotland | 10-51 |
| 9     | Canada - Danmark     | 12-21 | USA - Schweiz        | 15-11 | Frankrig - Vesttyskl. | 14-31 | Sverige - Italien     | 11-31 | England - Norge     | 16-10 |
| 10    | USA - Norge          | 6-2   | Frankrig - Italien   | 11-41 | England - Schweiz     | 12-11 | Skotland - Canada     | 7-6   | Sverige - Danmark   | 11-41 |
| 11    | Sverige - Vesttyskl. | 19-11 | USA - Skotland       | 4-6   | Italien - Norge       | 13-11 | Danmark - Schweiz     | 15-10 | England - Canada    | 12-13 |
| TB    | Skotland - USA       | 6-4   | Schweiz - Frankrig   | 8-5   |                       |       |                       |       |                     |       |

| Plac. | Hold         | Kampe | Vundne | Tabte | Indbyrdes           | Tiebreak                 |
| ----- | ------------ | ----- | ------ | ----- | ------------------- | ------------------------ |
| 1.    | Sverige      | 10    | 8      | 2     |                     |                          |
| 2.    | Canada       | 10    | 7      | 3     | 3 sejre, 1 nederlag |                          |
| 3.    | Schweiz      | 10    | 7      | 3     | 2 sejre, 2 nederlag | Vundet 8-5 over Frankrig |
| 4.    | Skotland     | 10    | 7      | 3     | 2 sejre, 2 nederlag | Vundet 6-4 over USA      |
| 5.    | Frankrig     | 10    | 7      | 3     | 2 sejre, 2 nederlag | Tabt 5-8 til Schweiz     |
| 6.    | USA          | 10    | 7      | 3     | 1 sejr, 3 nederlag  | Tabt 4-6 til Skotland    |
| 7.    | Danmark      | 10    | 4      | 6     | 1 sejr, 0 nederlag  |                          |
| 8.    | Vesttyskland | 10    | 4      | 6     | 0 sejre, 1 nederlag |                          |
| 9.    | Norge        | 10    | 3      | 7     |                     |                          |
| 10.   | Italien      | 10    | 1      | 9     |                     |                          |
| 11.   | England      | 10    | 0      | 10    |                     |                          |

### Slutspil
De fire bedste hold fra grundspillet spillede i slutspillet om medaljer.
| Runde       | Kampe              | Kampe |
| ----------- | ------------------ | ----- |
| Semifinaler | Sverige - Skotland | 8-5   |
| Semifinaler | Schweiz - Canada   | 7-3   |
| Finale      | Schweiz - Sverige  | 13-51 |

### Samlet rangering
| Plac. | Hold         | 4               | 3                 | 2                 | 1                    |
| ----- | ------------ | --------------- | ----------------- | ----------------- | -------------------- |
| Guld  | Schweiz      | Gaby Casanova   | Betty Bourquin    | Linda Thommen     | Rosi Manger          |
| Sølv  | Sverige      | Birgitta Törn   | Katarina Hultling | S. Gynning-Ödling | Gunilla Bergman      |
| 3.    | Canada       | Lindsay Sparkes | Dawn Knowles      | Robin Wilson      | Lorraine Anne Bowles |
| 3.    | Skotland     | Beth Lindsay    | Ann McKellar      | Jeanette Johnston | May Taylor           |
| 5.    | Frankrig     | Erna Gay        | Paulette Sulpice  | Suzanne Parodi    | Huguette Jullien     |
| 5.    | USA          | Nancy Langley   | Dolores Campbell  | Leslie Frosch     | Nancy Pearson        |
| 7.    | Danmark      | Iben Larsen     | Astrid Birnbaum   | Marianne Qvist    | Helena Blach Lavrsen |
| 8.    | Vesttyskland | Susi Kiesel     | Gisela Lunz       | Heidi Schapman    | Trudi Benzing        |
| 9.    | Norge        | Ellen Githmark  | Eli Kolstad       | Kirsten Vaule     | Ingvill Githmark     |
| 10.   | Italien      | Nella Alvera    | Paola Zardini     | Lidia Cavallini   | Loredana da Giau     |
| 11.   | England      | Janette Forrest | Enid Logan        | Mary Aitchison    | Dorothy Shell        |